# Exoprosopa nigrifera
Exoprosopa nigrifera är en tvåvingeart som beskrevs av Walker 1871. Exoprosopa nigrifera ingår i släktet Exoprosopa och familjen svävflugor.
Artens utbredningsområde är Egypten. Inga underarter finns listade i Catalogue of Life.